# Гавре-сюр-Сьєнн
Гавре-сюр-Сьєнн (фр. Gavray-sur-Sienne) — муніципалітет у Франції, у регіоні Нижня Нормандія, департамент Манш. Гавре-сюр-Сьєнн утворено 1 січня 2019 року шляхом злиття муніципалітетів Гавре, Ле-Мені-Аман, Ле-Мені-Рог i Сурдеваль-ле-Буа. Адміністративним центром муніципалітету є Гавре. Населення — 2004 особи (01.01.2021).